# 이즈미추오역 (오사카부)
이즈미추오역(일본어: 和泉中央駅, いずみちゅうおうえき)은 일본 오사카부 이즈미시에 있는 난카이 전기 철도 센보쿠선의 역이다. 역 번호는 SB06이다.
본 노선의 종착역으로, 역사 내에는 노선의 경영 주체인 센보쿠 고속철도 주식회사의 본사가 입주하고 있다.

## 역 구조
- 섬식 승강장 1면 2선의 지상역에서 교상역사는 지형 때문에 지상과 같은 수준으로 설치되었다.
- 개찰구는 1곳 뿐이다.
- 본 역의 인상선이 500m가량 이어져 있다. 또한, 1번 선과 2번 선의 밖에 각 1개씩 선로가 있어 회송차 입환선으로 사용되고 있다. 인상선이 계속되는 것은 장래, 기시와다시내 연장이 계획되고 있음을 보고 있기 때문이다.
- 신체 장애자용 화장실과 엘리베이터를 설치하는 등 처음부터 배리어 프리를 중시한 역으로 설계되었다.

### 승강장
| 승강장 | 노선       | 방향 | 행선                                                                      |
| ------ | ---------- | ---- | ------------------------------------------------------------------------- |
| 1・2   | ■ 센보쿠선 | 상행 | 고묘이케・이즈미가오카・나카모즈・(난카이 고야 선)사카이히가시・난바 방면 |

## 역 주변
- 이즈미 시티플라자
- 이즈미 볼런티어 시민플라자
- 아이아이로비 * 이즈미 시 이즈미노쿠니 역사관
- 이즈미 시 쿠보소 기념 미술관
- 에콜 이즈미
- PIVO 이즈미추오
- 모모야마가쿠인 대학
- 가스가 신사
- 이즈미추오 령원
- 구스노키 공원
- 이시타치하라 공원
- 이즈미추오 공원
- 한와 자동차도

## 역사
- 1995년 4월 1일: 고묘이케 ~ 이즈미추오 역간 연장 개통으로 영업 개시, 개통과 동시애 모모야마가쿠인 대학이 현재지로 전면 이전.
- 2002년: 제3회 긴키의 역 백선에 인정됨.
- 2005년
  - 2월 ~ 3월경: 대합실과 승강장 측의 발차표의 일부 레이아웃을 변경함.
  - 4월 1일: 개업 10주년으로 기념 블루 라이너 카드를 센보쿠 고속철도선 전역에서 발매. 남해 윙 버스 난부가 난카이 본선 기시와다 역과 이즈미추오 역을 잇는 새로운 버스 노선(히가시가오카선)을 개설함.
- 2006년 4월 29일: 역 구내에 "이즈미 시 관광 정보 스테이션" 개방.
- 2011년 3월: 발차표를 모두 플랩식에서 액정식으로 갱신하고 출입구 부분에는 LED식 선발역(화살표로 안내)과 종별 안내 추가.

## 사진

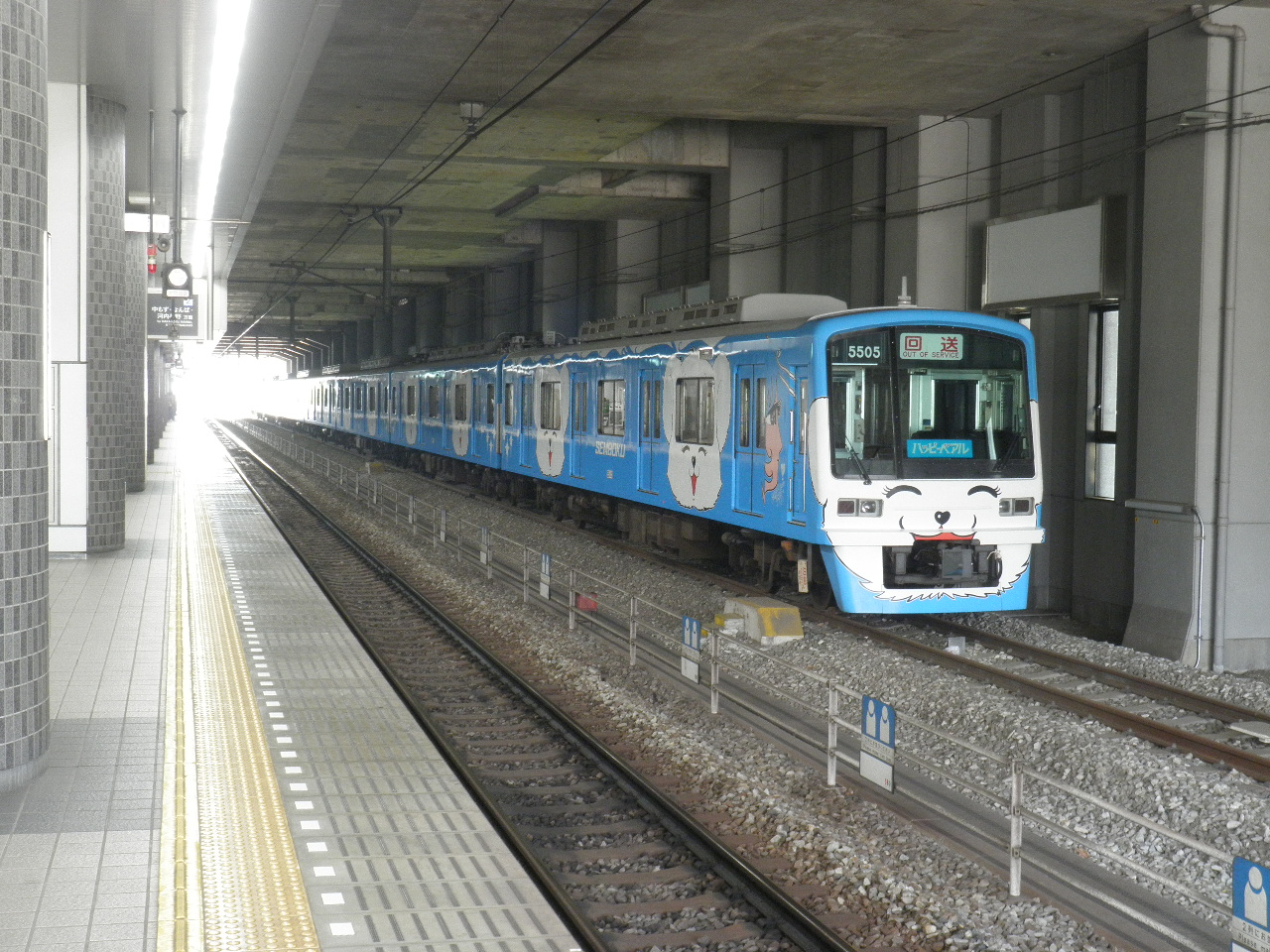
2번 선의 바깥에 있는 입환선에 유치된 5000계 해피베어르호

## 인접역
| 난카이 전기 철도 ■ 센보쿠선 | 난카이 전기 철도 ■ 센보쿠선    | 난카이 전기 철도 ■ 센보쿠선 |
| --------------------------- | ------------------------------ | --------------------------- |
| SB05 고묘이케 난바 방면     | ■ 구간급행 ■ 준급행 ■ 각역정차 | 시·종착역                   |